# De Clèves-Ravensteinhuis

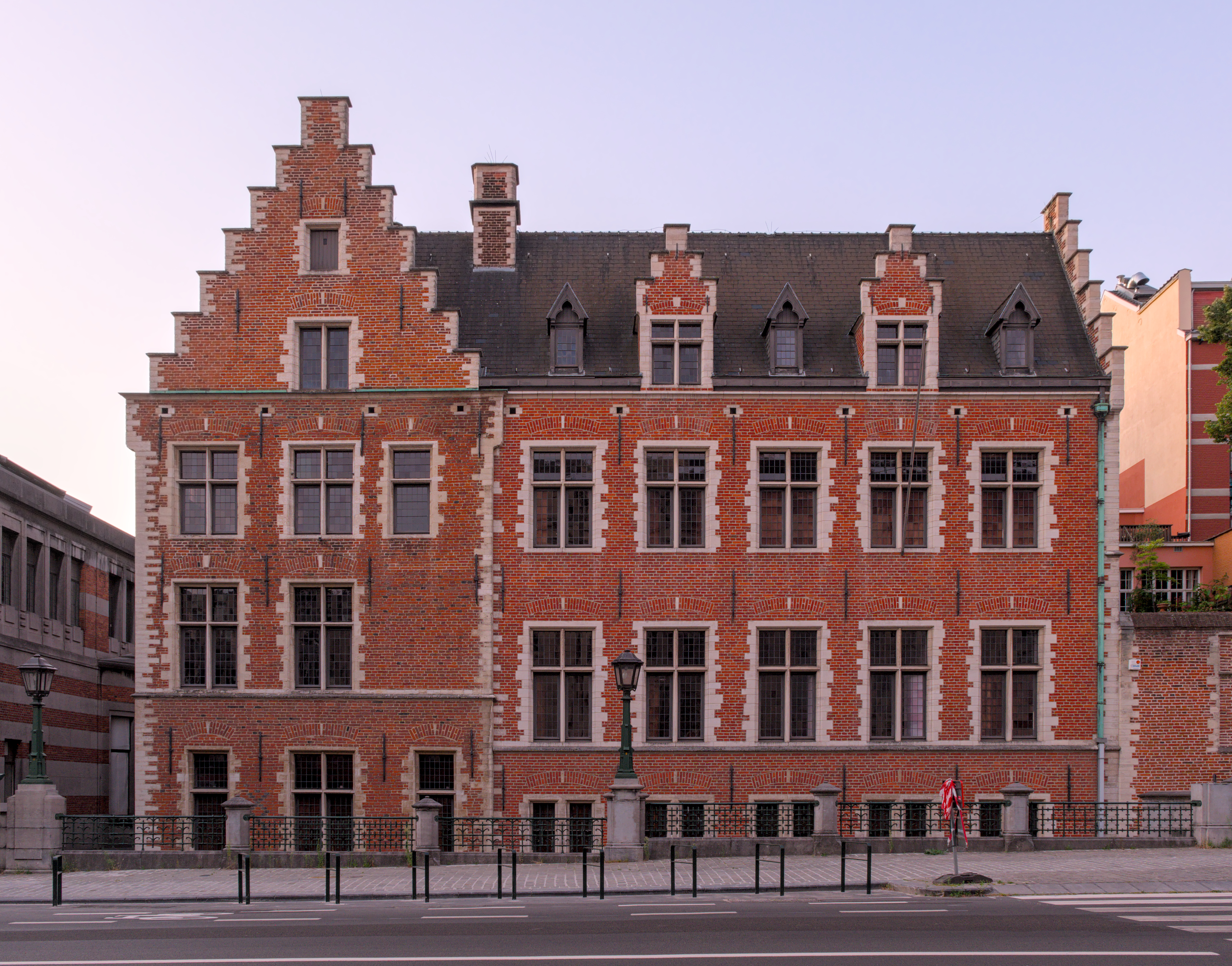
Gevel aan Ravensteinstraat

Het De Clèves-Ravensteinhuis, ook Hotel Ravenstein of Hotel van Cleve-Ravenstein genoemd, is een voormalig aristocratisch herenhuis in het centrum van Brussel, gebouwd op het einde van de vijftiende of het begin van de zestiende eeuw. Het bevindt zich in de Ravensteinstraat 3, naast het Paleis voor Schone Kunsten.

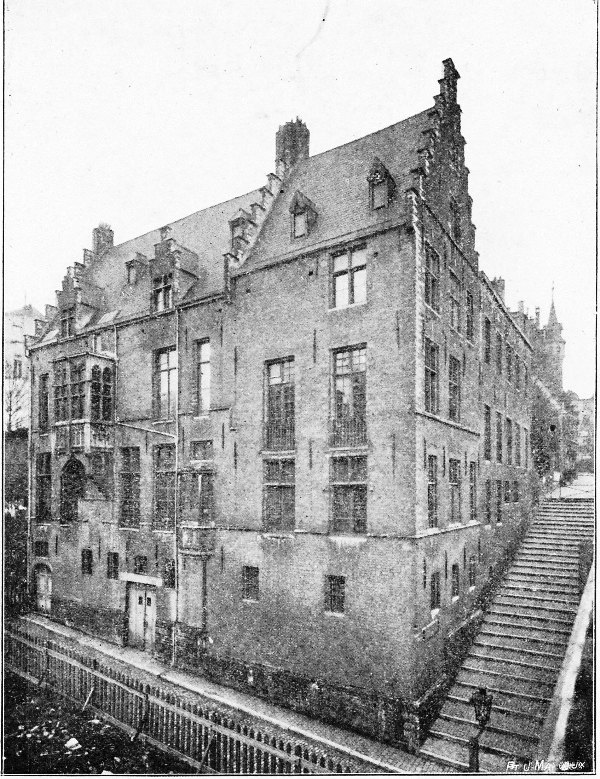
Gevel aan Terarkenstraat en Jodentrap (1913)

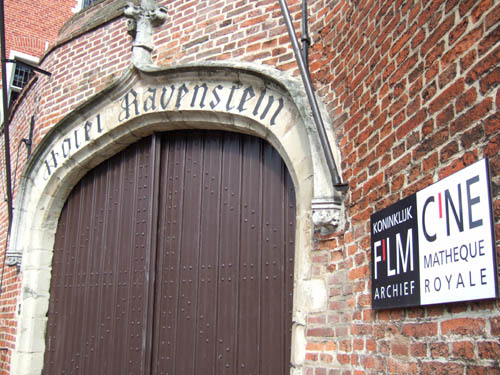
Koninklijk Belgisch Filmarchief

Het is het enige overgebleven herenhuis uit de Bourgondische tijd in Brussel. Het maakte oorspronkelijk deel uit van een groot geheel van gebouwen, die door Adolf van Kleef-Ravenstein en zijn zoon Filips van Kleef werden gebouwd. Het is opgetrokken in baksteen en zandsteen in Brabantse gotische stijl. Van de oorspronkelijke gebouwen is een deel afgebroken en de gebouwen zijn diverse malen heringedeeld en gerestaureerd.
In de jaren 1923-1925 leidde Geert (Gérard) van Bruaene samen met Michel de Ghelderode in het hotel Ravenstein het avantgardistische kunstatelier Le Cabinet Maldoror, met tentoonstellingen van binnen- en buitenlandse kunstenaars als Albert Servaes, Prosper de Troyer, Eugène Laermans, Jacob Smits, Léon Spilliaert,  Constant Permeke, Paul Klee, George Minne, Jankel Adler, Franz Wilhelm Seiwert, Paul Joostens, Jacques Villon, Cécile Cauterman en vele andere.
Het gebouw is gerangschikt als beschermd monument sedert 27 september 1937 onder referentie 2043-0014/0. Tegenwoordig herbergt het gebouw de administratie en de bibliotheek van het Koninklijk Belgisch Filmarchief (Cinematek).